# Kriegerdenkmal auf dem Kirchplatz (Ismaning)

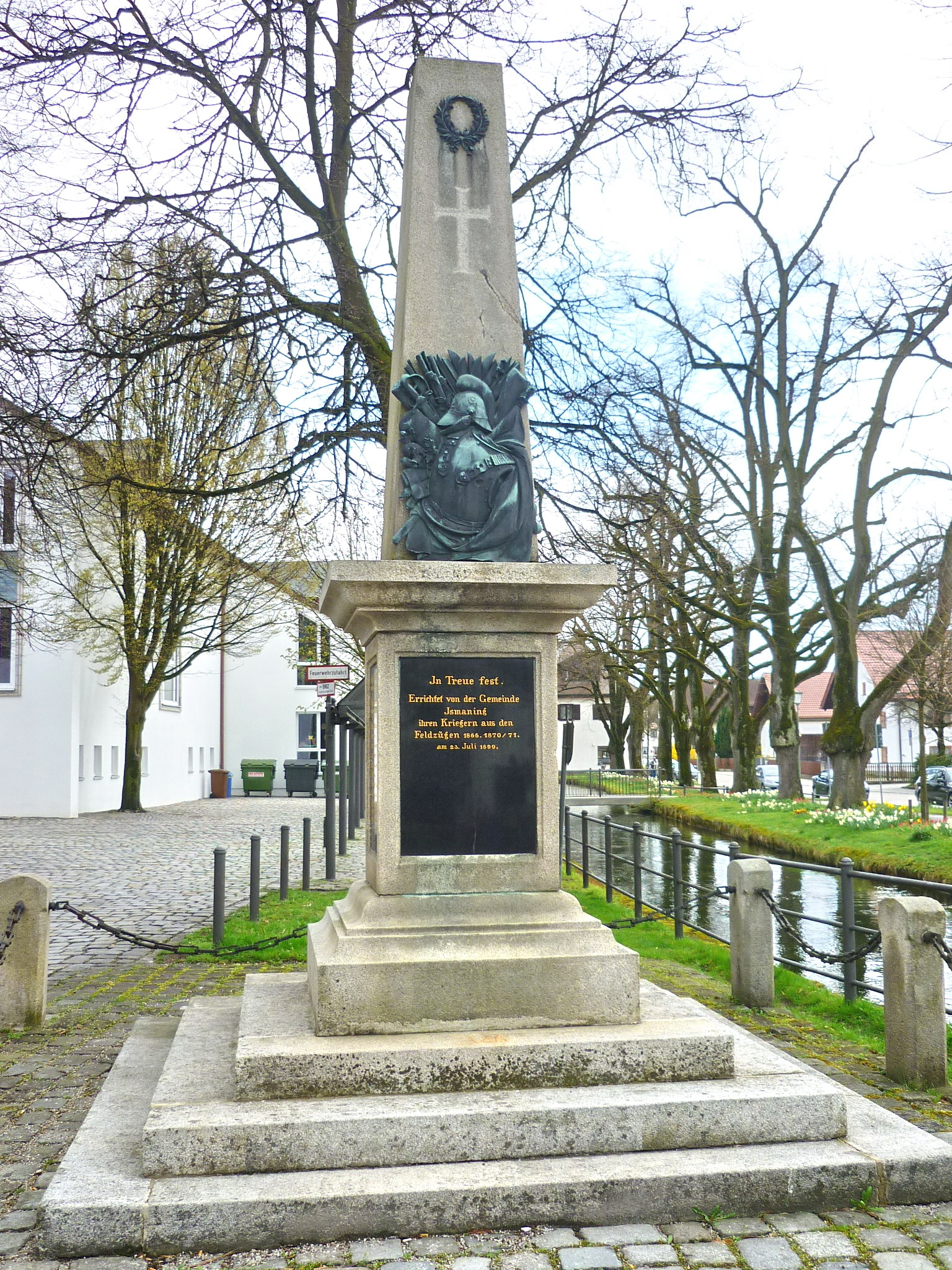
Das Kriegerdenkmal auf dem Kirchplatz in Ismaning

Das denkmalgeschützte Kriegerdenkmal auf dem Kirchplatz in Ismaning (nördlich von München) ist ein etwa vier Meter hoher Obelisk aus schwarzem Marmor (Aktennummer D-1-84-130-6). Er wurde 1899 auf dem Platz vor der Pfarrkirche St. Johann Baptist am rechten Ufer des Seebachs errichtet.
Die Gemeindeverwaltung, die das Denkmal auf Anregung des 1874 gegründeten Veteranen- und Kriegervereins in Auftrag gab, erinnerte damit an die aus Ismaning stammenden Gefallenen des Deutschen Krieges von 1866, sowie des Deutsch-Französischen Krieges von 1870/71.
Im Sockel des Obelisken sind auf schwarzen Marmorplatten neben der Inschrift IN TREUE FEST die Namen der Toten in goldener Farbe eingraviert.